# 2007年の日本シリーズ
2007年の日本シリーズ（2007ねんのにっぽんシリーズ、2007ねんのにほんシリーズ）は、2007年（平成19年）10月27日から11月1日に行われたセントラル・リーグクライマックスシリーズ勝利チームの中日ドラゴンズと、パシフィック・リーグクライマックスシリーズ勝利チームの北海道日本ハムファイターズによる58回目のプロ野球日本選手権シリーズである。

## 概要
クライマックスシリーズの導入により、これまでのリーグ優勝チームによる対戦方式から、レギュラーシーズン上位3球団を対象としたプレーオフを勝ち抜いたチーム同士が日本一の座をかけて争う方式となった。そのため、必ずしもリーグ優勝チームが出場するとは限らなくなった。
今回の対戦は、パ・リーグレギュラーシーズンに優勝し、かつクライマックスシリーズでも勝ち上がったトレイ・ヒルマン監督率いる北海道日本ハムファイターズと、セ・リーグレギュラーシーズンは2位に終わったがクライマックスシリーズを勝ち上がった落合博満監督率いる中日ドラゴンズとなり、前年と同じ顔合わせになった。また、日本シリーズ史上初のリーグ優勝を決めていないチームが出場した日本シリーズとなった。2年連続で同一カードで日本選手権シリーズを開催するのは1992・1993両年のヤクルトスワローズ対西武ライオンズ以来、14年ぶり。また、初めて北海道での開幕となった。第5戦は11月1日に行われ、1993年以来14年ぶりの11月開催となった。
初戦は日本ハムが取ったが、その後は中日が4連勝。前年とまったく逆のパターンでリベンジを果たし、1954年以来53年ぶり2度目の日本一を地元ナゴヤドームで達成した。落合は監督として3度目の日本シリーズ出場で初めてチームを日本一に導いた。また日本プロ野球史上初めて、リーグの優勝球団ではないチームが日本シリーズを制した。
中日が日本一を決めた第5戦では、中日の山井大介が先発投手として8回を投げ一人の走者も出さない日本シリーズ新記録を達成。9回を投げた岩瀬仁紀との継投による完全試合は、参考記録ではあるが日本シリーズおよび日本プロ野球史上初の記録となった。一方、完全試合を継続していた山井を降板させた落合の采配は議論を呼んだ（詳細は2007年日本シリーズにおける完全試合目前の継投を参照）。
この日本シリーズ優勝によって、中日は第3回KONAMI CUP アジアシリーズ2007の日本代表チームとして出場する権利を得た。
なおこのシリーズから、第5戦までに中止試合が発生した場合、第5戦と第6戦の間の移動日・休養日は原則として設けず試合を実施するよう変更された。
平成時代における読売ジャイアンツ以外のセ・リーグ球団による日本一はこの年の中日が最後となった。

## クライマックスシリーズからのトーナメント表
|  | CS1st                 | CS1st |                                      |       | CS2nd            | CS2nd |                      |       | 日本選手権シリーズ | 日本選手権シリーズ |
|  |                       |       |                                      |       |                  |       |                      |       |                    |                    |
|  |                       |       |                                      |       |                  |       |                      |       |                    |                    |
|  |                       |       |                                      |       |                  |       |                      |       |                    |                    |
|  |                       |       |                                      |       |                  |       |                      |       |                    |                    |
|  |                       |       | （5戦3勝制） 東京ドーム              |       |                  |       |                      |       |                    |                    |
|  |                       |       |                                      |       |                  |       |                      |       |                    |                    |
|  | 巨人（セ優勝）        | ●●●   |                                      |       |                  |       |                      |       |                    |                    |
|  | 巨人（セ優勝）        | ●●●   | （3戦2勝制） ナゴヤドーム            |       |                  |       |                      |       |                    |                    |
|  |                       |       | 中日                                 | ○○○   |                  |       |                      |       |                    |                    |
|  | 中日（セ2位）         | ○○    | 中日                                 | ○○○   |                  |       |                      |       |                    |                    |
|  | 中日（セ2位）         | ○○    | （7戦4勝制） 札幌ドーム ナゴヤドーム |       |                  |       |                      |       |                    |                    |
|  | 阪神（セ3位）         | ●●    |                                      |       |                  |       |                      |       |                    |                    |
|  | 阪神（セ3位）         | ●●    |                                      |       | 中日（セCS優勝） | ●○○○○ |                      |       |                    |                    |
|  |                       |       |                                      |       | 中日（セCS優勝） | ●○○○○ |                      |       |                    |                    |
|  |                       |       |                                      |       |                  |       | 日本ハム（パCS優勝） | ○●●●● |                    |                    |
|  |                       |       |                                      |       |                  |       | 日本ハム（パCS優勝） | ○●●●● |                    |                    |
|  |                       |       | （5戦3勝制） 札幌ドーム              |       |                  |       |                      |       |                    |                    |
|  |                       |       |                                      |       |                  |       |                      |       |                    |                    |
|  | 日本ハム（パ優勝）    | ○●○●○ |                                      |       |                  |       |                      |       |                    |                    |
|  | 日本ハム（パ優勝）    | ○●○●○ | （3戦2勝制） 千葉マリン              |       |                  |       |                      |       |                    |                    |
|  |                       |       | ロッテ                               | ●○●○● |                  |       |                      |       |                    |                    |
|  | ロッテ（パ2位）       | ○●○   | ロッテ                               | ●○●○● |                  |       |                      |       |                    |                    |
|  | ロッテ（パ2位）       | ○●○   |                                      |       |                  |       |                      |       |                    |                    |
|  | ソフトバンク（パ3位） | ●○●   |                                      |       |                  |       |                      |       |                    |                    |
|  | ソフトバンク（パ3位） | ●○●   |                                      |       |                  |       |                      |       |                    |                    |

## 試合日程
- 10月27日 - 札幌ドーム 18時15分
- 10月28日 - 札幌ドーム 18時15分
- 10月30日 - ナゴヤドーム 18時10分
- 10月31日 - ナゴヤドーム 18時10分
- 11月1日 - ナゴヤドーム 18時10分

## 試合経過等
| 日付                                  | 試合   | ビジター球団（先攻）       | スコア | ホーム球団（後攻）         | 開催球場     |
| ------------------------------------- | ------ | -------------------------- | ------ | -------------------------- | ------------ |
| 10月27日（土）                        | 第1戦  | 中日ドラゴンズ             | 1 - 3  | 北海道日本ハムファイターズ | 札幌ドーム   |
| 10月28日（日）                        | 第2戦  | 中日ドラゴンズ             | 8 - 1  | 北海道日本ハムファイターズ | 札幌ドーム   |
| 10月29日（月）                        | 移動日 | 移動日                     | 移動日 | 移動日                     | 移動日       |
| 10月30日（火）                        | 第3戦  | 北海道日本ハムファイターズ | 1 - 9  | 中日ドラゴンズ             | ナゴヤドーム |
| 10月31日（水）                        | 第4戦  | 北海道日本ハムファイターズ | 2 - 4  | 中日ドラゴンズ             | ナゴヤドーム |
| 11月1日（木）                         | 第5戦  | 北海道日本ハムファイターズ | 0 - 1  | 中日ドラゴンズ             | ナゴヤドーム |
| 優勝：中日ドラゴンズ（53年ぶり2回目） |        |                            |        |                            |              |

### 第1戦
10月27日 ○日本ハム3-1中日●（札幌ドーム）
|          | 1 | 2 | 3 | 4 | 5 | 6 | 7 | 8 | 9 | R | H | E |
| -------- | - | - | - | - | - | - | - | - | - | - | - | - |
| 中 日    | 0 | 0 | 0 | 0 | 0 | 1 | 0 | 0 | 0 | 1 | 4 | 0 |
| 日本ハム | 3 | 0 | 0 | 0 | 0 | 0 | 0 | 0 | x | 3 | 2 | 0 |

1. 中：●川上
2. 日：○ダルビッシュ
3. 勝利：ダルビッシュ（1勝）
4. 敗戦：川上（1敗）
5. 本塁打
日：セギノール1号
6. *開始 18時15分 有料入場者 40,616人 時間 2時間48分
  - 審判 球審＝中村（パ） 塁審＝橘高（セ）、柳田（パ）、佐々木（セ） 外審＝東（パ）、渡田（セ）

オーダー
| 中日 | 中日   | 中日     |
| 打順 | 守備   | 選手     |
| ---- | ------ | -------- |
| 1    | （二） | 荒木     |
| 2    | （遊） | 井端     |
| 3    | （左） | 森野     |
| 4    | （一） | T.ウッズ |
| 5    | （指） | 立浪     |
| 6    | （三） | 中村紀   |
| 7    | （右） | 李炳圭   |
| 8    | （捕） | 谷繁     |
| 9    | （中） | 藤井     |
|      | 打     | 堂上剛   |
|      | 中     | 平田     |

| 日本ハム | 日本ハム | 日本ハム   |
| 打順     | 守備     | 選手       |
| -------- | -------- | ---------- |
| 1        | （中）   | 森本       |
| 2        | （二）   | 田中賢     |
| 3        | （右）   | 稲葉       |
| 4        | （指）   | セギノール |
| 5        | （左）   | 工藤       |
| 6        | （三）一 | 小谷野     |
| 7        | （一）   | 稲田       |
|          | 三       | 飯山       |
| 8        | （遊）   | 金子誠     |
| 9        | （捕）   | 鶴岡       |

日本ハムが初回、セギノールの3ラン本塁打で先制。この初回の3点をダルビッシュが日本シリーズタイ記録の13奪三振（1999年第1戦の工藤公康・当時ダイエー以来）を奪う力投。完投してその3点を最後まで守り切った。中日先発・川上も初回のセギノールの本塁打と8回の単打のわずか2安打以外は1回2死から8回1死まで21人の打者を連続で無安打に抑えて追加点を許さなかった。しかし、中日打線はダルビッシュの前に4安打するも、森野の犠牲フライによる1得点のみに終わった。また、8回表に代打で出場した中日・堂上剛（結果は三ゴロ）は、父親・照（当時・中日）もシリーズ出場（1982年・対西武、投手として4試合登板）を果たしており、史上初めての親子での日本シリーズ出場となった。

### 第2戦
10月28日 ●日本ハム1-8中日○（札幌ドーム）
|          | 1 | 2 | 3 | 4 | 5 | 6 | 7 | 8 | 9 | R | H | E |
| -------- | - | - | - | - | - | - | - | - | - | - | - | - |
| 中 日    | 1 | 0 | 0 | 3 | 0 | 2 | 2 | 0 | 0 | 8 | 8 | 0 |
| 日本ハム | 0 | 0 | 0 | 1 | 0 | 0 | 0 | 0 | 0 | 1 | 4 | 0 |

1. 中：○中田-石井-クルス-高橋
2. 日：●グリン-吉川-押本-菊地-山本-萩原
3. 勝利：中田（1勝）
4. 敗戦：グリン（1敗）
5. 本塁打
中：李炳圭1号、森野1号
日：セギノール2号
6. *開始 18時15分 有料入場者 40,770人 時間 3時間43分
  - 審判 球審＝渡田（セ） 塁審＝東（パ）、橘高（セ）、柳田（パ） 外審＝杉永（セ）、秋村（パ）

オーダー
| 中日 | 中日     | 中日     |
| 打順 | 守備     | 選手     |
| ---- | -------- | -------- |
| 1    | （二）   | 荒木     |
| 2    | （遊）   | 井端     |
| 3    | （左）三 | 森野     |
| 4    | （一）   | T.ウッズ |
|      | 左       | 上田     |
| 5    | （指）   | 立浪     |
| 6    | （三）一 | 中村紀   |
| 7    | （右）   | 李炳圭   |
| 8    | （捕）   | 谷繁     |
| 9    | （中）   | 藤井     |

| 日本ハム | 日本ハム | 日本ハム   |
| 打順     | 守備     | 選手       |
| -------- | -------- | ---------- |
| 1        | （中）   | 森本       |
| 2        | （二）   | 田中賢     |
| 3        | （右）   | 稲葉       |
| 4        | （指）   | セギノール |
|          | 打       | 田中幸     |
| 5        | （捕）   | 髙橋       |
| 6        | （左）   | 工藤       |
|          | 打       | 川島       |
| 7        | （三）   | 小谷野     |
|          | 打一     | 小田       |
|          | 打       | 飯山       |
| 8        | （一）三 | 稲田       |
|          | 打       | 鶴岡       |
| 9        | （遊）   | 金子誠     |

中日が初回、盗塁をはさんだ2安打と森野の犠飛で1点を先制。4回表に日本ハム先発・ライアン・グリンが3連続四球。中村紀のタイムリー二塁打などで3点を追加。その裏、セギノールのソロ本塁打で一点を返されたが、その後も6回に李炳圭の2ラン、7回に森野の2ランで点差を広げた。先発・中田賢一は8回まで日本ハム打線をわずか3安打、失点はセギノールの本塁打による1点に抑えた。グリンは3連続四球を与えたところから崩れ、後続の投手も勢いを止められなかった。4回表に日本ハムのグリン・吉川の二人が与えた5四球は、1イニング与四球のシリーズ新記録。

### 第3戦
10月30日 ○中日9-1日本ハム●（ナゴヤドーム）
|          | 1 | 2 | 3 | 4 | 5 | 6 | 7 | 8 | 9 | R | H  | E |
| -------- | - | - | - | - | - | - | - | - | - | - | -- | - |
| 日本ハム | 0 | 1 | 0 | 0 | 0 | 0 | 0 | 0 | 0 | 1 | 9  | 0 |
| 中 日    | 7 | 2 | 0 | 0 | 0 | 0 | 0 | 0 | x | 9 | 12 | 0 |

1. 日：●武田勝-スウィーニー-建山-押本-萩原
2. 中：○朝倉-久本-平井-鈴木-岡本
3. 勝利：朝倉（1勝）
4. 敗戦：武田勝（1敗）
5. *開始 18時10分 有料入場者 38,068人 時間 3時間39分
  - 審判 球審＝秋村（パ） 塁審＝杉永（セ）、東（パ）、橘高（セ） 外審＝中村（パ）、佐々木（セ）

オーダー
| 日本ハム | 日本ハム | 日本ハム     |
| 打順     | 守備     | 選手         |
| -------- | -------- | ------------ |
| 1        | （中）   | 森本         |
| 2        | （二）   | 田中賢       |
| 3        | （右）   | 稲葉         |
|          | 走左     | 川島         |
| 4        | （一）   | セギノール   |
|          | 三       | 陽           |
| 5        | （左）右 | 工藤         |
| 6        | （捕）   | 髙橋         |
| 7        | （三）一 | 稲田         |
| 8        | （遊）   | 金子誠       |
| 9        | （投）   | 武田勝       |
|          | 投       | スウィーニー |
|          | 投       | 建山         |
|          | 打       | 坪井         |
|          | 投       | 押本         |
|          | 打       | 紺田         |
|          | 投       | 萩原         |
|          | 打       | 小谷野       |

| 中日 | 中日     | 中日     |
| 打順 | 守備     | 選手     |
| ---- | -------- | -------- |
| 1    | （二）   | 荒木     |
| 2    | （遊）   | 井端     |
| 3    | （左）三 | 森野     |
| 4    | （一）   | T.ウッズ |
|      | 左       | 上田     |
| 5    | （三）一 | 中村紀   |
| 6    | （右）   | 李炳圭   |
| 7    | （中）   | 平田     |
| 8    | （捕）   | 谷繁     |
| 9    | （投）   | 朝倉     |
|      | 打       | 堂上剛   |
|      | 投       | 久本     |
|      | 投       | 平井     |
|      | 投       | 鈴木     |
|      | 投       | 岡本     |

中日が初回、ウッズのタイムリー安打を皮切りに6本のタイムリー安打を集中させて7点を奪い、2回にも谷繁のタイムリー二塁打で2点を追加、序盤で試合の大勢を決めた。先発・朝倉健太は大量リードにも守られ、走者を出しながらも粘りの投球で7回を1失点にまとめた。日本ハムは先発・武田勝が先頭打者に初球を死球にして完全に浮き足立ってしまい打者6人・1/3回でKO、2番手に先発要員のスウィーニーを登板させるものの、中日打線の勢いは止められなかった。また打線も決定打が出ず、9安打を放ちながらも僅か1点に終わる拙攻だった。
中日が1回裏に記録した1イニングでの7打数連続安打はシリーズ新記録。また、ウッズがシリーズ4つ目の併殺打を喫し、1988年の宇野勝（中日）に並ぶシリーズタイ記録。

### 第4戦
10月31日 ○中日4-2日本ハム●（ナゴヤドーム）
|          | 1 | 2 | 3 | 4 | 5 | 6 | 7 | 8 | 9 | R | H | E |
| -------- | - | - | - | - | - | - | - | - | - | - | - | - |
| 日本ハム | 0 | 0 | 0 | 1 | 1 | 0 | 0 | 0 | 0 | 2 | 7 | 1 |
| 中 日    | 2 | 0 | 0 | 0 | 1 | 0 | 1 | 0 | x | 4 | 5 | 1 |

1. 日：●吉川-押本-武田久
2. 中：小笠原-○鈴木-平井-岡本-S岩瀬
3. 勝利：鈴木（1勝）
4. セーブ：岩瀬（1S）
5. 敗戦：吉川（1敗）
6. *開始 18時12分 有料入場者 38,059人 時間 3時間45分
  - 審判 球審＝佐々木（セ） 塁審＝中村（パ）、杉永（セ）、東（パ） 外審＝渡田（セ）、柳田（パ）

オーダー
| 日本ハム | 日本ハム | 日本ハム   |
| 打順     | 守備     | 選手       |
| -------- | -------- | ---------- |
| 1        | （中）   | 森本       |
| 2        | （二）   | 田中賢     |
| 3        | （右）   | 稲葉       |
| 4        | （一）   | セギノール |
|          | 走三     | 飯山       |
|          | 打       | 髙橋       |
| 5        | （三）一 | 小谷野     |
| 6        | （左）   | 工藤       |
|          | 投       | 武田久     |
| 7        | （遊）   | 金子誠     |
| 8        | （捕）   | 鶴岡       |
|          | 打       | 坪井       |
|          | 捕       | 中嶋       |
| 9        | （投）   | 吉川       |
|          | 投       | 押本       |
|          | 左       | 川島       |
|          | 打左     | 紺田       |

| 中日 | 中日     | 中日     |
| 打順 | 守備     | 選手     |
| ---- | -------- | -------- |
| 1    | （二）   | 荒木     |
| 2    | （遊）   | 井端     |
| 3    | （左）三 | 森野     |
| 4    | （一）   | T.ウッズ |
|      | 投       | 岩瀬     |
| 5    | （三）一 | 中村紀   |
| 6    | （右）   | 李炳圭   |
| 7    | （中）   | 平田     |
|      | 投       | 鈴木     |
|      | 打       | 新井     |
|      | 投       | 平井     |
|      | 投       | 岡本     |
|      | 打       | 井上     |
|      | 左       | 上田     |
| 8    | （捕）   | 谷繁     |
| 9    | （投）   | 小笠原   |
|      | 中       | 藤井     |

中日が初回、小谷野のタイムリー失策などで2点を先制するが、日本ハムは4回表に金子誠のタイムリー二塁打で1点を返すと、続く5回表には押し出し四球で同点に追いついた。しかしその裏、中日は一死満塁とし、ウッズの打席で吉川の暴投により勝ち越しに成功。7回裏には3番手の武田久から中村紀がタイムリー安打を放ってダメ押しの得点を奪った。日本ハム先発・吉川は立ち上がりこそ不安定だったが、2回以降は立ち直った。しかし自らの暴投で決勝点を与えてしまい、粘りきれなかった。また打線も、中日を上回る7安打をマークしながらも、主砲・セギノールとの勝負を避けられ、5番・小谷野が3度の得点圏で2度凡退するなど、打線の繋がりを欠いた。

### 第5戦
11月1日 ○中日1-0日本ハム●（ナゴヤドーム）
|          | 1 | 2 | 3 | 4 | 5 | 6 | 7 | 8 | 9 | R | H | E |
| -------- | - | - | - | - | - | - | - | - | - | - | - | - |
| 日本ハム | 0 | 0 | 0 | 0 | 0 | 0 | 0 | 0 | 0 | 0 | 0 | 0 |
| 中 日    | 0 | 1 | 0 | 0 | 0 | 0 | 0 | 0 | x | 1 | 5 | 0 |

1. 日：●ダルビッシュ-武田久
2. 中：○山井-S岩瀬
3. 勝利：山井（1勝）
4. セーブ：岩瀬（2S）
5. 敗戦：ダルビッシュ（1勝1敗）
6. *開始 18時10分 有料入場者 38,118人 時間 2時間26分
  - 審判 球審＝柳田（パ） 塁審＝渡田（セ）、中村（パ）、杉永（セ） 外審＝秋村（パ）、橘高（セ）

オーダー
| 日本ハム | 日本ハム | 日本ハム     |
| 打順     | 守備     | 選手         |
| -------- | -------- | ------------ |
| 1        | （中）   | 森本         |
| 2        | （二）   | 田中賢       |
| 3        | （右）   | 稲葉         |
| 4        | （一）   | セギノール   |
| 5        | （左）   | 工藤         |
| 6        | （三）   | 稲田         |
|          | 打       | 坪井         |
|          | 投       | 武田久       |
| 7        | （遊）   | 金子誠       |
| 8        | （捕）   | 鶴岡         |
|          | 打       | 髙橋         |
| 9        | （投）   | ダルビッシュ |
|          | 三       | 小谷野       |

| 中日 | 中日   | 中日     |
| 打順 | 守備   | 選手     |
| ---- | ------ | -------- |
| 1    | （二） | 荒木     |
| 2    | （遊） | 井端     |
| 3    | （左） | 森野     |
| 4    | （一） | T.ウッズ |
| 5    | （三） | 中村紀   |
| 6    | （右） | 李炳圭   |
| 7    | （中） | 平田     |
| 8    | （捕） | 谷繁     |
| 9    | （投） | 山井     |
|      | 投     | 岩瀬     |

中日は2回、平田の犠牲フライで1点を先制し、結果的にこの1点が決勝点となり53年ぶりの日本一を達成。セ・リーグ球団としては2002年の巨人以来5年ぶりとなった。レギュラーシーズン1位以外の球団が日本一を達成したのは2004年の西武、2005年のロッテ（いずれも2位）に次いで3回目であり、セ・リーグのチームでは初の事例となった。また、この年からのCS導入以降ではレギュラーシーズン1位がリーグ優勝のため、中日はリーグ優勝していないチームとして初めての日本一となった。西日本に本拠地を置くセ・リーグ球団が日本一を達成するのは、1985年の阪神以来22年ぶり。
この試合、中日の先発・山井大介が8回を一人の走者も許さないパーフェクトペースであったが、9回は落合監督が守護神・岩瀬に交代させる。先発投手が被安打0のまま交代するのは、1999年第3戦の永井智浩（ダイエー）に次いで2人目であり、四死球などの走者も1人も許さずに交代したのは山井が史上初。結果的に岩瀬は3人で締めて、継投による完全試合（NPBでは参考記録扱い）を達成したものの、山井から岩瀬への継投を行った落合監督の采配については、スポーツマスコミや野球評論家などを中心に、野球ファンの間でも賛否両論が巻き起った。

## 記録
シリーズ新記録（5試合シリーズ）
- 個人最多二塁打 中村紀（中日）：4
- 個人最多奪三振 ダルビッシュ（日本ハム）：24
- チーム最低打率 日本ハム：.147
- チーム最少安打 日本ハム：22
- チーム最少塁打 日本ハム：35

シリーズタイ記録（5試合シリーズ）
- 個人最多盗塁 荒木（中日）：4（2人目）
- 個人連続試合盗塁 荒木（中日）：3（4人目）
- 個人最多犠飛 森野（中日）：2（2人目）
- 個人最多併殺打 ウッズ（中日）：4（2人目）
- チーム最少安打 日本ハム：22本（2度目）
- チーム最少得点 日本ハム：7（2度目）
- チーム最少盗塁 日本ハム：0（2度目）
- チーム最多三振 中日：42（2度目）
- チーム最少刺殺 日本ハム：126（3度目）
- 最多投手出場 中日：13（4度目）

試合記録
- 個人最多奪三振タイ ダルビッシュ（日本ハム）：13（2人目）
- 2試合連続二桁奪三振 ダルビッシュ（日本ハム）：第1戦、第5戦
- 二桁奪三振の敗戦投手 ダルビッシュ（日本ハム）：2人目
- 先発全員奪三振 ダルビッシュ（日本ハム）：第1戦
- チーム最多連続イニング無安打（連続試合） 日本ハム：10（第4戦9回、第5戦1～9回）
- 個人投手出場連続イニング無被安打 山井（中日）：8回（第5戦）
- 個人投手先発最多イニング無被安打 山井（中日）：8回（第5戦）
- 個人投手最多連続無走者 山井（中日）：24人（第5戦）
- チーム最少被安打 中日：0（第5戦）
- チーム最少安打 日本ハム：0（第5戦）

## 表彰選手
- 最高殊勲選手賞：中村紀洋（中日）
- 敢闘選手賞：ダルビッシュ有（日本ハム）※パ・リーグ投手の受賞は小林宏_(野球)以来12年ぶり10人目
- 優秀選手賞：荒木雅博、森野将彦、山井大介（中日）

※日本シリーズではMVPに選ばれた選手に対し、1954年から長らく自動車（原則トヨタ自動車協賛。広島カープの優勝時は資本関係上マツダ協賛）が贈られてきたが、この大会からそれがなくなり、賞金と自動車以外の各商品となった。

## テレビ・ラジオ中継

### テレビ中継
第1戦：10月27日（土）
- 北海道テレビ放送（HTB）≪テレビ朝日系列 制作・テレビ朝日（EX）≫
実況：中山貴雄（EX） 解説：東尾修（EX）、栗山英樹（EX） ゲスト解説：野村克也（楽天監督）、TSUYOSHI（ロッテ） グランド解説：大塚光二（EX）　リポーター：谷口直樹（HTB）、佐藤裕二（メ～テレ）
18:00～21:09（延長15分）、視聴率は関東地区17.6%、関西地区18.9%、札幌地区40.1%、名古屋地区30.3%
※スカイ・A sports+では録画中継、テレビ朝日系列のBSデジタル放送局BS朝日では、ハイライト番組『速報!!日本シリーズ』（キャスター：加藤泰平（テレ朝）、解説：西村龍次（KBC）を放送

第2戦：10月28日（日）
- テレビ北海道（TVh）≪テレビ東京系列、ぎふチャン（GBS）、三重テレビ放送（MTV）、びわ湖放送（BBC）、京都放送（KBS）、サンテレビジョン（SUN）、奈良テレビ放送（TVN）、テレビ和歌山（WTV） 制作・テレビ東京（TX）≫
実況：植草朋樹（TX）　解説：川崎憲次郎（TX）、阿波野秀幸（TX）
ゲスト解説：里崎智也（ロッテ）　レポーター：大藤晋司（TVh）、高木大介（TVA）
18:00～22:20（テレビ東京系列では21時台の番組を休止）、視聴率は関東地区9.2%、関西地区4.5%、札幌地区21.6%、名古屋地区20.4%
※テレビ東京系CS放送（AT-X、日経CNBC）、BSデジタル放送（BSジャパン）では放送なし。
- NHK衛星第1
実況：石川洋 解説：与田剛 ゲスト解説：伊東勤（西武ライオンズ監督を同年辞任） リポーター：高瀬登志彦、塚本貴之
※NHKワールド・プレミアム（海外向けテレビ番組配信）でも同時放送。
- 第3戦：10月30日（火）
  - 東海テレビ放送（THK）≪フジテレビ系列 制作・東海テレビ放送、フジテレビ（CX）≫

実況：森脇淳　解説：江本孟紀（CX）、谷沢健一、高木豊（CX）、片岡篤史（CX）
ゲスト解説：野村克也、山﨑武司（楽天）、加藤晴彦（俳優・タレント）　リポーター：宮瀬茉祐子（CX）
18:00～21:54（延長60分、21時以降の番組を60分繰り下げて放送。関東地区では深夜～早朝帯の番組を休止）、視聴率は関東地区9.7%、関西地区10.2%、名古屋地区30.2%、札幌地区22.7%
※フジテレビ739では録画中継。BSフジでは放送なし。
- 第4戦：10月31日（水）
  - 中部日本放送（CBC）≪TBS系列 制作・中部日本放送、制作協力・TBSテレビ、毎日放送、北海道放送≫

実況：伊藤敦基　解説：山田久志、衣笠祥雄（TBS）　ゲスト解説：山﨑武司　レポーター：落合英二、岩本勉（HBC）
18:00～22:04（延長70分、21時以降の番組を70分繰り下げて放送）、視聴率は関東地区12.1%、関西地区13.6%、名古屋地区33.0%、札幌地区33.8%
※TBSニュースバードでは録画中継。BS-i、GAORAでは放送なし。
ゲスト解説者として出演した山﨑武司は中日在籍時に監督を務めていた山田との確執から山田との同席を拒否し、別ブースを用意してもらい、山田が声を掛けに来た際も無視していたという[7]。
- 第5戦：11月1日（木）
  - テレビ愛知（TVA）≪テレビ東京系列、ぎふチャン、三重テレビ、びわ湖放送、京都放送、サンテレビ、奈良テレビ、テレビ和歌山 制作・テレビ東京（TX）≫

実況：植草朋樹　解説：駒田徳広（TX）、阿波野秀幸、川崎憲次郎
ゲスト解説：三浦大輔（横浜）　レポーター：高木大介（TVA）、大藤晋司（TVh）
18:00～20:54（延長なし）、視聴率は関東地区12.7%、関西地区5.9%（テレビ大阪）・2.9%（サンテレビ）、名古屋地区27.2%、札幌地区25.3%
※テレビ東京系CS系列放送（AT-X、日経CNBC）、BSジャパンでは放送なし。
  - NHK衛星第1

実況：工藤三郎 解説：大野豊 リポーター：塚本貴之 、高瀬登志彦
※NHKワールド・プレミアム（海外向けテレビ番組配信）でも同時放送。

※第6戦以降は、第6戦・第7戦ともにHTB・テレビ朝日系列の予定だった。
- テレビ東京系列のテレビ愛知は初めて中日ホームの日本シリーズを中継したが、放送対象地域が愛知県のみであるため第2戦同様ぎふチャンと三重テレビ放送でも中継された。
- 関東地区では第2戦では日本シリーズがナイターになってから史上初となる1ケタ視聴率を記録した（第3戦でも記録）。シリーズ平均（11.9%、前年は18.9%）、日本一決定試合（前年は25.5%）はともに過去最低。日本シリーズがナイターに移行してからの歴代視聴率でも、第2戦～第5戦がワースト1位から4位となった。一方出場チームの地元である札幌・名古屋両地区では軒並み高視聴率を記録したが、シリーズ平均としては名古屋（29.1%→28.0%）、札幌（41.1%→28.2%）とも前年を下回った。
- 全ての都道府県で地上デジタルによる中継が行われたのはこの年が最初である。

### ラジオ中継
第1戦：10月27日
- NHKラジオ第1　実況：道谷眞平　解説：鈴木啓示　日本ハムリポーター：高瀬登志彦、中日リポーター：塚本貴之
- HBCラジオ（独自）　実況：卓田和広　解説：金石昭人　リポーター：堀啓知
- CBCラジオ（独自）　実況：高田寛之　解説：木俣達彦　リポーター：宮部和裕
- HBCラジオ（JRN系列への裏送り…TBS・ABC・RCC・RKB・TBC他）

実況：川畑恒一　解説：大宮龍男、橋本清　日本ハムリポーター：堀啓知（HBC）、中日リポーター：宮部和裕（CBC）
- STVラジオ（NRN…文化放送・MBS・KBC）　実況：宮永真幸　解説：阿波野秀幸

ゲスト解説：伊東勤　日本ハムリポーター：高山幸代、中日リポーター：村上和宏（東海ラジオ）
- 東海ラジオ（独自）　実況：北山靖　解説：鈴木孝政　日本ハムリポーター：高山幸代（STV）、中日リポーター：村上和宏
- ニッポン放送（独自）　実況：松本秀夫　解説：江本孟紀　日本ハムリポーター：宮田統樹、中日リポーター：胡口和雄
- ラジオ日本・ぎふチャン　実況：小林幸明　解説：須藤豊　リポーター：内藤博之

第2戦：10月28日
- NHKラジオ第1　実況：冨坂和男　解説：武田一浩　日本ハムリポーター：高瀬登志彦、中日リポーター：塚本貴之
- HBCラジオ（独自）　実況：川畑恒一　解説：岩本勉　リポーター：山内要一
- CBCラジオ（独自）　実況：宮部和裕　解説：小松辰雄　リポーター：高田寛之
- HBCラジオ（JRN系列への裏送り…TBS・ABC・RCC・RKB・TBC他）

実況：卓田和広　解説：金石昭人、衣笠祥雄　日本ハムリポーター：山内要一（HBC）、中日リポーター：高田寛之（CBC）
- STVラジオ（NRN…MBS・KBC）

実況：永井公彦　解説：若菜嘉晴、片岡篤史　日本ハムリポーター：岡崎和久、中日リポーター：北山靖（東海ラジオ）
- 東海ラジオ（独自）　実況：村上和宏　解説：鈴木孝政　日本ハムリポーター：岡崎和久（STV）、中日リポーター：北山靖
- 文化放送（独自）　実況：斉藤一美　ゲスト解説：西口文也（西武）　リポーター：槇嶋範彦
- ニッポン放送（独自）　実況：胡口和雄　解説：大久保博元　日本ハムリポーター：宮田統樹、中日リポーター：松本秀夫
- ラジオ日本・ぎふチャン　実況：内藤博之　解説：須藤豊　リポーター：小林幸明

第3戦：10月30日
- NHKラジオ第1　実況：小野塚康之　解説：今中慎二　中日リポーター：渡辺憲司、日本ハムリポーター：高瀬登志彦
- CBCラジオ（JRN…TBS・MBS・RCC・RKB・TBC他）

実況：角上清司　解説：牛島和彦、彦野利勝　中日リポーター：水分貴雅（CBC）、日本ハムリポーター：川畑恒一（HBC）
- HBCラジオ（独自）　実況：山内要一　解説：岩本勉　リポーター：川畑恒一
- 東海ラジオ（NRN…文化放送・STV・ABC・KBC）

実況：森貴俊　解説：稲葉光雄　中日リポーター：大澤広樹（東海ラジオ）、日本ハムリポーター：永井公彦（STV）
- ニッポン放送（独自）　実況：山田透　解説：田尾安志　ゲスト解説：高津臣吾（ヤクルトを同年退団）　中日リポーター：松本秀夫、日本ハムリポーター：永井公彦（STV）
- ラジオ日本・ぎふチャン　実況：細淵武揚　解説：水野雄仁　リポーター：小林幸明

第4戦：10月31日
- NHKラジオ第1　実況：竹林宏　解説：山本和行　中日リポーター：渡辺憲司、日本ハムリポーター：高瀬登志彦
- CBCラジオ（JRN…TBS・MBS・RCC・RKB他）

実況：水分貴雅　解説：小松辰雄、元木大介　中日リポーター：塩見啓一（CBC）、日本ハムリポーター：卓田和広（HBC）
- HBCラジオ（独自）　実況：川畑恒一　解説：金石 昭人　リポーター：山内要一
- 東海ラジオ（NRN…STV・ABC・KBC・TBC他）

実況：酒井弘明　解説：藤波行雄　中日リポーター：村上和宏（東海ラジオ）、日本ハムリポーター：永井公彦（STV）
- 文化放送（独自）　実況：松島茂　解説：山崎裕之　ゲスト解説：黒木知宏（ロッテを同年引退）
- ニッポン放送（独自）　実況：山内宏明　解説：達川光男　ゲスト解説：高津臣吾　中日リポーター：松本秀夫、日本ハムリポーター：山田透
- ラジオ日本・ぎふチャン　実況：加藤裕介　解説：柴田勲　リポーター：細淵武揚

第5戦：11月1日
- NHKラジオ第1　実況：秋山浩志　解説：大島康徳　中日リポーター：塚本貴之、日本ハムリポーター：高瀬登志彦
- CBCラジオ（独自）　実況：水分貴雅　解説：牛島和彦　リポーター：西村俊仁
- HBCラジオ（独自）　実況：卓田和広　解説：新谷博　リポーター：山内要一
- CBCラジオ（JRN系列への裏送り…TBS・MBS・RCC・RKB他）

実況：伊藤敦基　解説：高木守道、佐々木主浩　中日リポーター：高田寛之、日本ハムリポーター：山内要一（HBC）
- 東海ラジオ（NRN…文化放送・STV・ABC・KBC・TBC他）

実況：大澤広樹　解説：鹿島忠　ゲスト解説：山﨑武司　中日リポーター：北山靖、日本ハムリポーター：永井公彦（STV）
- ニッポン放送（独自）　実況：松本秀夫　解説：関根潤三　ゲスト解説：高津臣吾　中日リポーター：山田透、日本ハムリポーター：山内宏明
- ラジオ日本・ぎふチャン　実況：細渕武揚　解説：柴田勲　リポーター：加藤裕介

※NHKラジオ第1については海外向け国際放送のNHKワールド・ラジオ日本でも同時放送された。